# Marie-Josèphe de Bragance
Titre
Duchesse en Bavière
15 novembre 1888 – 30 novembre 1909
(21 ans et 15 jours)
Marie-Josèphe de Bragance (en portugais : Maria José Beatriz Joana Eulália Leopoldina Adelaide Isabel Carolina Micaela Rafaela Gabriela Francisca de Assis e de Paula Inès Sofia Joaquina Teresa Benedita Bernardina de Bragança), née à l'abbaye de Bronnbach, Wertheim, le 19 mars 1857 et morte à Vienne le 11 mars 1943, est une infante de Portugal, mère d'Élisabeth reine des Belges. 

## Biographie

### Famille
Marie-Josèphe est la seconde fille et la troisième des sept enfants de l'ex-roi Michel Ier de Portugal et d'Adélaïde de Löwenstein-Wertheim-Rosenberg. 
Sa famille, respectée par les souverains catholiques conservateurs et très proche de l'empereur d'Autriche, vit en exil en Autriche.

### Fratrie
Les sœurs de Marie-Josèphe, filles du souverain en exil, pourront épouser des princes de leur rang : sa sœur aînée Marie-des-Neiges épouse en 1871 Alphonse-Charles de Bourbon, le chef de la communion carliste et légitimiste et sera considérée par les partisans de son mari comme la véritable reine d'Espagne et de France. La seconde des infantes, Marie-Thérèse, devient la belle-sœur de l'empereur d'Autriche et la belle-grand-mère de l'empereur Charles Ier d'Autriche. Les sœurs cadettes de l'infante Marie-Josèphe se marient avec les princes de Parme. L'infante Antónia épouse l'ex-duc Robert Ier à qui elle donna douze enfants dont la future impératrice Zita et le prince Félix de Luxembourg, sa petite-fille devint reine de Roumanie. L'infante Adelgonde épouse Henri de Bourbon-Parme, comte de Bardi, frère cadet du duc de Parme. L'infante Marie-Anne épouse tardivement Guillaume IV, grand-duc de Luxembourg et sera régente de ses états pendant la maladie de son mari.

### Mariage et postérité

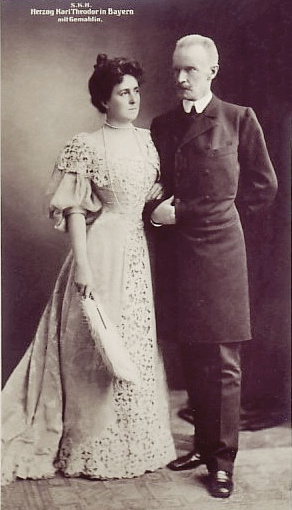
Le couple ducal (1890).

Le 29 avril 1874, à Kleinheubach, Marie-Josèphe de Bragance épouse, à 17 ans, Charles-Théodore, duc en Bavière (Possenhofen 9 août 1839 - Kreuth 30 novembre 1909).
Cet homme timide et droit de 18 ans son aîné, est le frère de l'impératrice d'Autriche, de l'ex-reine des Deux-Siciles et de la duchesse d'Alençon. Il est veuf depuis 1867, de Sophie de Saxe et père d'une petite-fille de 8 ans, Amélie Marie en Bavière.  
Profondément marqué par les guerres où il avait combattu en tant qu'officier bavarois et les morts prématurées de sa première épouse et de son beau-frère Maximilien de Tour et Taxis en 1867, il ose braver les conventions de son milieu, renoncer à sa carrière militaire et entamer sur le tard (en 1872) des études de médecine - ce qui ne manque pas de choquer sa famille et les cours royales. Il n'en devient pas moins un ophtalmologue réputé et fonde un hôpital où il soigne gracieusement les plus démunis avec l'aide et le soutien de Marie-Josèphe, animée d'une profonde charité chrétienne. 
De leur union naissent cinq enfants, titrés duc(hesse) en Bavière :
- Sophie Adélaïde en Bavière (née le 22 février 1875 à Possenhofen, et morte le 4 septembre 1957 au château de Seefeld, Bad-Kreuth), qui épouse à Munich, le 26 juillet 1898 Hans Veit zu Toerring-Jettenbach (Augsbourg 7 avril 1862 - Munich 29 octobre 1929), dont postérité ;

- Élisabeth (née le 25 juillet 1876 à Possenhofen en Bavière et morte le 23 novembre 1965 à Laeken (Bruxelles, Belgique), qui épouse à Munich, le 2 octobre 1900 le prince Albert de Belgique (Albert Ier de Belgique) (né à Bruxelles le 8 avril 1875 et mort dans un accident d'escalade à Marche-les-Dames le 17 février 1934), et devient Reine des Belges en 1909, dont postérité ;

- Marie-Gabrielle (née le 9 octobre 1878 à l'abbaye de Tegernsee (Royaume de Bavière), et morte le 24 octobre 1912, à Sorrente (Italie), elle épouse à Munich, le 10 juillet 1900 le prince Rupprecht de Bavière (né le 18 mai 1869 à Munich (Bavière) et mort le 2 août 1955 au château de Leutstetten, près de Starnberg, fils aîné du futur roi Louis III), dont postérité ;

- Louis-Guillaume (né le 17 janvier 1884 à l'abbaye de Tegernsee, en Bavière, et mort le 5 novembre 1968, à Wildbad Kreuth, en Allemagne), qui épouse à Kreuth, le 19 mars 1917 la princesse Éléonore zu Sayn-Wittgenstein-Berlebourg (née à Munich le 13 avril 1880 et morte à Wildbad Kreuth, le 20 février 1965). Sans enfants et veuf, Louis Guillaume adopte son petit-neveu Max Emmanuel, prince en Bavière ;

- François-Joseph (né le 23 mars 1888 à Tegernsee, et mort le 23 septembre 1912 à Munich), sans postérité légitime.

### Descendance
Après avoir donné le jour à un fils prénommé Léopold comme le fondateur de la dynastie belge, Élisabeth donne le jour à un fils et une fille qui sont prénommés Charles-Théodore et Marie-José en l'honneur de leurs grands-parents maternels. En 1905, la princesse Marie-Gabrielle avait donné le jour à un fils prénommé Albert, comme son oncle le futur roi des Belges. 
Ces enfants n'auront pas la possibilité de connaître longtemps leur grand-père. Le duc-médecin Charles-Théodore mourant dès 1909. La même année Marie-Josèphe perd également sa mère la duchesse de Bragance, tandis qu’Élisabeth et Albert accèdent au trône de Belgique.
En 1912, sa belle-fille Amélie-Marie, sa fille Marie-Gabrielle, son petit-fils Rodolphe, ainsi que son fils puiné François-Joseph, meurent tous prématurément. 
En 1914, meurt le fils aîné du Kronprinz Luitpold de Bavière qui avait treize ans. La même année éclate la Première Guerre mondiale. L'invasion de la Belgique par les troupes allemandes constitue une douloureuse épreuve pour la duchesse vieillissante. Comble de cruauté, le Kaiser dispose volontairement sur le front belge les troupes commandées par le comte de Jettenbach, beau-frère de la reine, tandis que le prince royal de Bavière, veuf de Marie-Gabrielle, s'illustre en Lorraine lors de la défense de Metz. En 1918, la défaite précipite l'effondrement des monarchies allemandes. 
En 1930 Marie-Josée de Belgique épouse le futur Humbert II d'Italie. 
En 1934 les familles royales belges et bavaroises sont endeuillées par la mort tragique du roi Albert Ier, mari d'Élisabeth. Le fils aîné d’Élisabeth monte sur le trône sous le nom de Léopold III de Belgique mais perd accidentellement son épouse la populaire reine Astrid l'année suivante. 
Les années 1930 sont également marquées en Allemagne par la prise du pouvoir par les nazis. 
En 1939 le prince Royal Rupprecht de Bavière, opposé de longue date à l'évolution politique de l'Allemagne, est contraint à l'exil. Peu après éclate la Seconde Guerre mondiale. La Belgique sera de nouveau envahie.

### Mort et inhumation
La duchesse Marie-Josèphe en Bavière meurt le 11 mars 1943 à Vienne,, à l'âge de 85 ans. Elle est inhumée dans la chapelle funéraire de l'église Saint-Quirin, la nécropole des ducs en Bavière à Tegernsee.
Elle échappa peut-être au sort qui s'abattit sur la famille de son petit-fils l'année suivante : le prince Albert de Bavière et sa famille furent déportés à Dachau.